# Elezioni politiche in Italia del 1992 per circoscrizione (Senato della Repubblica)
Le elezioni politiche in Italia del 1992 nelle circoscrizioni del Senato della Repubblica videro i seguenti risultati.

## Risultati
Circoscrizione Piemonte;
| Liste                                                | Voti      | %     | Seggi |
| ---------------------------------------------------- | --------- | ----- | ----- |
| Democrazia Cristiana                                 | 565 536   | 20,95 | 6     |
| Lega Nord                                            | 420 266   | 15,57 | 4     |
| Partito Democratico della Sinistra                   | 381 315   | 14,13 | 4     |
| Partito Socialista Italiano                          | 346 392   | 12,83 | 4     |
| Partito della Rifondazione Comunista                 | 197 967   | 7,33  | 2     |
| Partito Liberale Italiano                            | 159 076   | 5,89  | 1     |
| Partito Repubblicano Italiano                        | 134 563   | 4,99  | 1     |
| Movimento Sociale Italiano - Destra Nazionale        | 124 411   | 4,61  | 1     |
| Federazione dei Verdi                                | 85 465    | 3,17  | 1     |
| Lega Alpina Piemont                                  | 73 297    | 2,72  | –     |
| Partito Socialista Democratico Italiano - Lega Nuova | 51 029    | 1,89  | –     |
| Partito Pensionati                                   | 44 710    | 1,66  | –     |
| Sì Referendum                                        | 42 257    | 1,57  | –     |
| La Lega Casalinghe - Pensionati                      | 34 420    | 1,28  | –     |
| Verdi Verdi                                          | 29 217    | 1,08  | –     |
| Federalismo - Pensionati Uomini Vivi                 | 9 362     | 0,35  | –     |
| Totale                                               | 2 699 283 | 100   | 24    |

Circoscrizione Lombardia;
| Liste                                                | Voti      | %     | Seggi |
| ---------------------------------------------------- | --------- | ----- | ----- |
| Democrazia Cristiana                                 | 1 414 109 | 25,15 | 14    |
| Lega Nord                                            | 1 150 022 | 20,46 | 11    |
| Partito Democratico della Sinistra                   | 726 737   | 12,93 | 7     |
| Partito Socialista Italiano                          | 694 008   | 12,35 | 7     |
| Partito della Rifondazione Comunista                 | 316 355   | 5,63  | 3     |
| Partito Repubblicano Italiano                        | 232 292   | 4,13  | 2     |
| Movimento Sociale Italiano - Destra Nazionale        | 197 710   | 3,52  | 1     |
| Federazione dei Verdi                                | 175 721   | 3,13  | 1     |
| Partito Liberale Italiano                            | 143 473   | 2,55  | 1     |
| Lega Alpina Lumbarda                                 | 119 153   | 2,12  | 1     |
| Lista Marco Pannella                                 | 87 547    | 1,56  | –     |
| Partito Pensionati                                   | 75 210    | 1,34  | –     |
| La Lega Casalinghe - Pensionati                      | 65 712    | 1,17  | –     |
| Partito Socialista Democratico Italiano - Lega Nuova | 64 393    | 1,15  | –     |
| Lega Lombardia Europea                               | 52 366    | 0,93  | –     |
| Sì Referendum                                        | 43 894    | 0,78  | –     |
| Alleanza Lombarda                                    | 32 748    | 0,58  | –     |
| Caccia Pesca Ambiente                                | 15 319    | 0,27  | –     |
| Federalismo - Pensionati Uomini Vivi                 | 8 187     | 0,15  | –     |
| Movimento delle Libertà                              | 6 793     | 0,12  | –     |
| Totale                                               | 5 621 749 | 100   | 48    |

Circoscrizione Trentino-Alto Adige;
| Liste                                         | Voti    | %     | Seggi |
| --------------------------------------------- | ------- | ----- | ----- |
| Partito Popolare Sud Tirolese                 | 168 113 | 31,58 | 3     |
| Democrazia Cristiana                          | 121 305 | 22,78 | 2     |
| Lega Nord                                     | 47 431  | 8,91  | 1     |
| Partito Socialista Italiano                   | 45 143  | 8,48  | 1     |
| Federazione dei Verdi                         | 39 546  | 7,43  | –     |
| Senza Confini                                 | 36 115  | 6,78  | –     |
| Movimento Sociale Italiano - Destra Nazionale | 31 147  | 5,85  | –     |
| Partito Repubblicano Italiano                 | 19 124  | 3,59  | –     |
| Federalismo - Pensionati Uomini Vivi          | 13 334  | 2,50  | –     |
| Partito Liberale Italiano                     | 11 146  | 2,09  | –     |
| Totale                                        | 532 404 | 100   | 7     |

Circoscrizione Veneto;
| Liste                                         | Voti      | %     | Seggi |
| --------------------------------------------- | --------- | ----- | ----- |
| Democrazia Cristiana                          | 908 803   | 31,73 | 9     |
| Lega Nord                                     | 464 310   | 16,21 | 4     |
| Partito Democratico della Sinistra            | 320 180   | 11,18 | 3     |
| Partito Socialista Italiano                   | 302 352   | 10,56 | 3     |
| Lega Autonomia Veneta                         | 142 446   | 4,97  | 1     |
| Partito della Rifondazione Comunista          | 122 244   | 4,27  | 1     |
| Partito Repubblicano Italiano                 | 120 001   | 4,19  | 1     |
| Movimento Sociale Italiano - Destra Nazionale | 98 357    | 3,43  | 1     |
| Federazione dei Verdi                         | 93 985    | 3,28  | –     |
| Partito Liberale Italiano                     | 53 754    | 1,88  | –     |
| Movimento Veneto Regione Autonoma             | 50 938    | 1,78  | –     |
| Union Veneto                                  | 42 967    | 1,50  | –     |
| Partito Socialista Democratico Italiano       | 41 187    | 1,44  | –     |
| Sì Referendum                                 | 30 970    | 1,08  | –     |
| Partito Pensionati                            | 25 058    | 0,87  | –     |
| Verdi Federalisti                             | 22 220    | 0,78  | –     |
| Caccia Pesca Ambiente                         | 20 550    | 0,72  | –     |
| Federalismo - Pensionati Uomini Vivi          | 3 459     | 0,12  | –     |
| Totale                                        | 2 863 781 | 100   | 23    |

Circoscrizione Friuli-Venezia Giulia;
| Liste                                         | Voti    | %     | Seggi |
| --------------------------------------------- | ------- | ----- | ----- |
| Democrazia Cristiana                          | 235 728 | 30,37 | 3     |
| Partito Socialista Italiano                   | 119 360 | 15,38 | 2     |
| Lega Nord                                     | 112 638 | 14,51 | 1     |
| Partito Democratico della Sinistra            | 89 109  | 11,48 | 1     |
| Movimento Sociale Italiano - Destra Nazionale | 53 694  | 6,92  | –     |
| Partito della Rifondazione Comunista          | 43 211  | 5,57  | –     |
| Partito Repubblicano Italiano                 | 33 567  | 4,33  | –     |
| Federazione dei Verdi                         | 29 907  | 3,85  | –     |
| Partito Socialista Democratico Italiano       | 18 809  | 2,42  | –     |
| Partito Liberale Italiano                     | 17 423  | 2,24  | –     |
| Sì Referendum                                 | 8 993   | 1,16  | –     |
| Verdi Federalisti                             | 6 922   | 0,89  | –     |
| Federalismo - Pensionati Uomini Vivi          | 6 731   | 0,87  | –     |
| Totale                                        | 776 092 | 100   | 7     |

Circoscrizione Liguria;
| Liste                                         | Voti      | %     | Seggi |
| --------------------------------------------- | --------- | ----- | ----- |
| Democrazia Cristiana                          | 241 365   | 22,26 | 3     |
| Partito Democratico della Sinistra            | 212 637   | 19,61 | 3     |
| Lega Nord                                     | 150 890   | 13,91 | 2     |
| Partito Socialista Italiano                   | 124 776   | 11,51 | 1     |
| Partito della Rifondazione Comunista          | 89 780    | 8,28  | 1     |
| Partito Repubblicano Italiano                 | 65 367    | 6,03  | –     |
| Movimento Sociale Italiano - Destra Nazionale | 50 062    | 4,62  | –     |
| Federazione dei Verdi                         | 41 343    | 3,81  | –     |
| Partito Liberale Italiano                     | 30 580    | 2,82  | –     |
| Partito Pensionati                            | 20 082    | 1,85  | –     |
| La Lega Casalinghe - Pensionati               | 16 682    | 1,54  | –     |
| Partito Socialista Democratico Italiano       | 15 184    | 1,40  | –     |
| Sì Referendum                                 | 15 046    | 1,39  | –     |
| Caccia Pesca Ambiente                         | 7 324     | 0,68  | –     |
| Federalismo - Pensionati Uomini Vivi          | 3 389     | 0,31  | –     |
| Totale                                        | 1 084 507 | 100   | 10    |

Circoscrizione Emilia-Romagna;
| Liste                                                | Voti      | %     | Seggi |
| ---------------------------------------------------- | --------- | ----- | ----- |
| Partito Democratico della Sinistra                   | 895 450   | 33,54 | 9     |
| Democrazia Cristiana                                 | 524 339   | 19,64 | 5     |
| Partito Socialista Italiano                          | 287 129   | 10,76 | 2     |
| Lega Nord                                            | 244 962   | 9,18  | 2     |
| Partito della Rifondazione Comunista                 | 215 715   | 8,08  | 2     |
| Partito Repubblicano Italiano                        | 160 718   | 6,02  | 1     |
| Movimento Sociale Italiano - Destra Nazionale        | 96 268    | 3,61  | –     |
| Federazione dei Verdi                                | 77 292    | 2,90  | –     |
| Partito Liberale Italiano                            | 54 697    | 2,05  | –     |
| Partito Socialista Democratico Italiano - Lega Nuova | 41 927    | 1,57  | –     |
| Sì Referendum                                        | 28 685    | 1,07  | –     |
| Partito Pensionati                                   | 27 485    | 1,03  | –     |
| Caccia Pesca Ambiente                                | 9 071     | 0,34  | –     |
| Movimento Europeo Automobilisti                      | 3 678     | 0,14  | –     |
| Federalismo - Pensionati Uomini Vivi                 | 2 251     | 0,08  | –     |
| Totale                                               | 2 669 667 | 100   | 21    |

Circoscrizione Toscana;
| Liste                                                | Voti      | %     | Seggi |
| ---------------------------------------------------- | --------- | ----- | ----- |
| Partito Democratico della Sinistra                   | 694 868   | 30,78 | 7     |
| Democrazia Cristiana                                 | 512 773   | 22,71 | 5     |
| Partito Socialista Italiano                          | 287 934   | 12,75 | 3     |
| Partito della Rifondazione Comunista                 | 233 791   | 10,35 | 2     |
| Partito Repubblicano Italiano                        | 115 195   | 5,10  | 1     |
| Movimento Sociale Italiano - Destra Nazionale        | 108 700   | 4,81  | 1     |
| Lega Nord                                            | 65 170    | 2,89  | –     |
| Federazione dei Verdi                                | 64 081    | 2,84  | –     |
| Partito Liberale Italiano                            | 38 723    | 1,72  | –     |
| Caccia Pesca Ambiente                                | 36 364    | 1,61  | –     |
| Partito Socialista Democratico Italiano - Lega Nuova | 33 923    | 1,50  | –     |
| Sì Referendum                                        | 28 009    | 1,24  | –     |
| Partito Pensionati                                   | 20 302    | 0,90  | –     |
| Movimento Autonomista Toscano                        | 6 546     | 0,29  | –     |
| La Lega Casalinghe - Pensionati                      | 5 078     | 0,22  | –     |
| Movimento Politico Difesa Automobilisti              | 3 266     | 0,14  | –     |
| Federalismo - Pensionati Uomini Vivi                 | 3 094     | 0,14  | –     |
| Totale                                               | 2 257 817 | 100   | 19    |

Circoscrizione Umbria;
| Liste                                         | Voti    | %     | Seggi |
| --------------------------------------------- | ------- | ----- | ----- |
| Partito Democratico della Sinistra            | 162 631 | 31,56 | 3     |
| Democrazia Cristiana                          | 123 120 | 23,89 | 2     |
| Partito Socialista Italiano                   | 85 738  | 16,64 | 1     |
| Partito della Rifondazione Comunista          | 49 914  | 9,69  | 1     |
| Movimento Sociale Italiano - Destra Nazionale | 31 193  | 6,05  | –     |
| Partito Repubblicano Italiano                 | 18 724  | 3,63  | –     |
| Federazione dei Verdi                         | 11 463  | 2,22  | –     |
| Lega Nord                                     | 7 627   | 1,48  | –     |
| Partito Liberale Italiano                     | 6 920   | 1,34  | –     |
| Caccia Pesca Ambiente                         | 6 679   | 1,30  | –     |
| Sì Referendum                                 | 5 489   | 1,07  | –     |
| Partito Socialista Democratico Italiano       | 4 656   | 0,90  | –     |
| Federalismo - Pensionati Uomini Vivi          | 1 141   | 0,22  | –     |
| Totale                                        | 515 295 | 100   | 7     |

Circoscrizione Marche;
| Liste                                         | Voti    | %     | Seggi |
| --------------------------------------------- | ------- | ----- | ----- |
| Democrazia Cristiana                          | 277 928 | 31,33 | 3     |
| Partito Democratico della Sinistra            | 219 671 | 24,76 | 3     |
| Partito Socialista Italiano                   | 123 713 | 13,95 | 1     |
| Partito della Rifondazione Comunista          | 74 117  | 8,35  | 1     |
| Movimento Sociale Italiano - Destra Nazionale | 55 423  | 6,25  | –     |
| Partito Repubblicano Italiano                 | 43 409  | 4,89  | –     |
| Federazione dei Verdi                         | 26 852  | 3,03  | –     |
| Partito Socialista Democratico Italiano       | 14 109  | 1,59  | –     |
| Partito Liberale Italiano                     | 12 128  | 1,37  | –     |
| Lega Nord                                     | 10 529  | 1,19  | –     |
| Sì Referendum                                 | 10 213  | 1,15  | –     |
| Caccia Pesca Ambiente                         | 9 523   | 1,07  | –     |
| Lega Marche                                   | 7 578   | 0,85  | –     |
| Federalismo - Pensionati Uomini Vivi          | 1 914   | 0,22  | –     |
| Totale                                        | 887 107 | 100   | 8     |

Circoscrizione Lazio;
| Liste                                         | Voti      | %     | Seggi |
| --------------------------------------------- | --------- | ----- | ----- |
| Democrazia Cristiana                          | 866 400   | 28,37 | 9     |
| Partito Democratico della Sinistra            | 609 470   | 19,95 | 7     |
| Partito Socialista Italiano                   | 384 975   | 12,60 | 4     |
| Movimento Sociale Italiano - Destra Nazionale | 328 177   | 10,74 | 3     |
| Partito della Rifondazione Comunista          | 201 638   | 6,60  | 2     |
| Partito Repubblicano Italiano                 | 173 339   | 5,67  | 1     |
| Federazione dei Verdi                         | 115 054   | 3,77  | 1     |
| Partito Liberale Italiano                     | 82 913    | 2,71  | –     |
| Partito Socialista Democratico Italiano       | 81 297    | 2,66  | –     |
| Lista Marco Pannella                          | 68 134    | 2,23  | –     |
| Sì Referendum                                 | 44 680    | 1,46  | –     |
| Lega Nord                                     | 20 223    | 0,66  | –     |
| Verdi Federalisti                             | 17 909    | 0,59  | –     |
| Partito dell'Amore                            | 16 875    | 0,55  | –     |
| Federalismo - Pensionati Uomini Vivi          | 14 475    | 0,47  | –     |
| La Lega Casalinghe - Pensionati               | 12 435    | 0,41  | –     |
| Lega Lazio                                    | 7 445     | 0,24  | –     |
| Lega delle Leghe                              | 5 968     | 0,20  | –     |
| Lega d'Azione Meridionale                     | 3 048     | 0,10  | –     |
| Totale                                        | 3 054 455 | 100   | 27    |

Circoscrizione Abruzzo;
| Liste                                         | Voti    | %     | Seggi |
| --------------------------------------------- | ------- | ----- | ----- |
| Democrazia Cristiana                          | 275 719 | 38,02 | 4     |
| Partito Democratico della Sinistra            | 148 514 | 20,48 | 2     |
| Partito Socialista Italiano                   | 102 951 | 14,20 | 1     |
| Movimento Sociale Italiano - Destra Nazionale | 57 786  | 7,97  | –     |
| Partito della Rifondazione Comunista          | 50 658  | 6,99  | –     |
| Partito Repubblicano Italiano                 | 27 202  | 3,75  | –     |
| Federazione dei Verdi                         | 25 091  | 3,46  | –     |
| Partito Liberale Italiano                     | 15 955  | 2,20  | –     |
| Partito Socialista Democratico Italiano       | 13 321  | 1,84  | –     |
| Lega Nord                                     | 5 860   | 0,81  | –     |
| Federalismo - Pensionati Uomini Vivi          | 2 169   | 0,30  | –     |
| Totale                                        | 725 226 | 100   | 7     |

Circoscrizione Molise;
| Liste                                         | Voti    | %     | Seggi |
| --------------------------------------------- | ------- | ----- | ----- |
| Democrazia Cristiana                          | 81 779  | 46,55 | 1     |
| Lista per il Molise                           | 48 352  | 27,52 | 1     |
| Partito Socialista Italiano                   | 26 177  | 14,90 | –     |
| Movimento Sociale Italiano - Destra Nazionale | 13 784  | 7,85  | –     |
| Partito Pensionati                            | 3 042   | 1,73  | –     |
| Lega Nord                                     | 1 701   | 0,97  | –     |
| Federalismo - Pensionati Uomini Vivi          | 846     | 0,48  | –     |
| Totale                                        | 175 681 | 100   | 2     |

Circoscrizione Campania;
| Liste                                         | Voti      | %     | Seggi |
| --------------------------------------------- | --------- | ----- | ----- |
| Democrazia Cristiana                          | 901 997   | 32,43 | 11    |
| Partito Socialista Italiano                   | 503 404   | 18,10 | 5     |
| Partito Democratico della Sinistra            | 409 904   | 14,74 | 5     |
| Movimento Sociale Italiano - Destra Nazionale | 276 670   | 9,95  | 3     |
| Partito della Rifondazione Comunista          | 154 416   | 5,55  | 2     |
| Partito Repubblicano Italiano                 | 147 511   | 5,30  | 1     |
| Partito Socialista Democratico Italiano       | 113 817   | 4,09  | 1     |
| Partito Liberale Italiano                     | 103 745   | 3,73  | 1     |
| Federazione dei Verdi                         | 91 190    | 3,28  | 1     |
| Sì Referendum                                 | 29 229    | 1,05  | –     |
| Caccia Pesca Ambiente                         | 11 565    | 0,42  | –     |
| Federalismo - Pensionati Uomini Vivi          | 10 228    | 0,37  | –     |
| Lega d'Azione Meridionale                     | 9 715     | 0,35  | –     |
| Lega delle Leghe                              | 9 682     | 0,35  | –     |
| Lega Nord                                     | 7 871     | 0,28  | –     |
| Totale                                        | 2 780 944 | 100   | 30    |

Circoscrizione Puglia;
| Liste                                         | Voti      | %     | Seggi |
| --------------------------------------------- | --------- | ----- | ----- |
| Democrazia Cristiana                          | 597 432   | 28,86 | 7     |
| Partito Socialista Italiano                   | 356 370   | 17,22 | 4     |
| Partito Democratico della Sinistra            | 330 686   | 15,98 | 4     |
| Movimento Sociale Italiano - Destra Nazionale | 244 523   | 11,81 | 3     |
| Partito della Rifondazione Comunista          | 128 911   | 6,23  | 1     |
| Partito Socialista Democratico Italiano       | 112 688   | 5,44  | 1     |
| Partito Repubblicano Italiano                 | 110 814   | 5,35  | 1     |
| Federazione dei Verdi                         | 59 108    | 2,86  | –     |
| Partito Liberale Italiano                     | 55 597    | 2,69  | –     |
| Lega d'Azione Meridionale                     | 36 228    | 1,75  | –     |
| Sì Referendum                                 | 27 525    | 1,33  | –     |
| Lega Nord                                     | 6 547     | 0,32  | –     |
| Federalismo - Pensionati Uomini Vivi          | 3 459     | 0,17  | –     |
| Totale                                        | 2 069 888 | 100   | 21    |

Circoscrizione Basilicata;
| Liste                                         | Voti    | %     | Seggi |
| --------------------------------------------- | ------- | ----- | ----- |
| Democrazia Cristiana                          | 121 272 | 38,10 | 4     |
| Partito Socialista Italiano                   | 59 465  | 18,68 | 2     |
| Partito Democratico della Sinistra            | 57 546  | 18,08 | 1     |
| Movimento Sociale Italiano - Destra Nazionale | 19 088  | 6,00  | –     |
| Partito della Rifondazione Comunista          | 18 488  | 5,81  | –     |
| Partito Socialista Democratico Italiano       | 12 828  | 4,03  | –     |
| Lega delle Leghe                              | 8 401   | 2,64  | –     |
| Partito Repubblicano Italiano                 | 7 841   | 2,46  | –     |
| Federazione dei Verdi                         | 5 414   | 1,70  | –     |
| Partito Liberale Italiano                     | 3 682   | 1,16  | –     |
| Lista Marco Pannella                          | 1 696   | 0,53  | –     |
| Lega Nord                                     | 979     | 0,31  | –     |
| Lega d'Azione Meridionale                     | 778     | 0,24  | –     |
| Lega Meridionale per l'Unità Nazionale        | 492     | 0,15  | –     |
| Federalismo - Pensionati Uomini Vivi          | 315     | 0,10  | –     |
| Totale                                        | 318 285 | 100   | 7     |

Circoscrizione Calabria;
| Liste                                         | Voti    | %     | Seggi |
| --------------------------------------------- | ------- | ----- | ----- |
| Democrazia Cristiana                          | 306 785 | 32,40 | 5     |
| Partito Socialista Italiano                   | 183 051 | 19,33 | 2     |
| Per la Calabria                               | 143 976 | 15,21 | 2     |
| Movimento Sociale Italiano - Destra Nazionale | 114 610 | 12,10 | 1     |
| Partito della Rifondazione Comunista          | 100 379 | 10,60 | 1     |
| Partito Socialista Democratico Italiano       | 59 322  | 6,27  | –     |
| Partito Liberale Italiano                     | 19 898  | 2,10  | –     |
| Lista Marco Pannella                          | 9 331   | 0,99  | –     |
| Lega Nord                                     | 5 132   | 0,54  | –     |
| Federalismo - Pensionati Uomini Vivi          | 4 335   | 0,46  | –     |
| Totale                                        | 946 819 | 100   | 11    |

Circoscrizione Sicilia;
| Liste                                         | Voti      | %     | Seggi |
| --------------------------------------------- | --------- | ----- | ----- |
| Democrazia Cristiana                          | 755 723   | 31,11 | 10    |
| Partito Socialista Italiano                   | 358 887   | 14,77 | 4     |
| Partito Democratico della Sinistra            | 289 391   | 11,91 | 3     |
| La Rete                                       | 239 868   | 9,87  | 3     |
| Movimento Sociale Italiano - Destra Nazionale | 208 140   | 8,57  | 2     |
| Partito Socialista Democratico Italiano       | 144 144   | 5,93  | 1     |
| Partito Repubblicano Italiano                 | 128 847   | 5,30  | 1     |
| Partito della Rifondazione Comunista          | 111 075   | 4,57  | 1     |
| Partito Liberale Italiano                     | 110 868   | 4,56  | 1     |
| Federazione dei Verdi                         | 53 253    | 2,19  | –     |
| Sì Referendum                                 | 17 328    | 0,71  | –     |
| Lega Nord                                     | 6 522     | 0,27  | –     |
| Federalismo - Pensionati Uomini Vivi          | 5 348     | 0,22  | –     |
| Totale                                        | 2 429 394 | 100   | 26    |

Circoscrizione Sardegna;
| Liste                                         | Voti    | %     | Seggi |
| --------------------------------------------- | ------- | ----- | ----- |
| Democrazia Cristiana                          | 256 381 | 30,23 | 4     |
| Partito Democratico della Sinistra            | 134 779 | 15,89 | 2     |
| Partito Socialista Italiano                   | 132 048 | 15,57 | 2     |
| Federalismo - Pensionati Uomini Vivi          | 80 676  | 9,51  | 1     |
| Partito della Rifondazione Comunista          | 63 291  | 7,46  | –     |
| Movimento Sociale Italiano - Destra Nazionale | 59 323  | 6,99  | –     |
| Partito Socialista Democratico Italiano       | 31 261  | 3,69  | –     |
| Federazione dei Verdi                         | 27 958  | 3,30  | –     |
| Partito Repubblicano Italiano                 | 26 628  | 3,14  | –     |
| Partito Liberale Italiano                     | 18 581  | 2,19  | –     |
| Partidu Indipendentista                       | 13 426  | 1,58  | –     |
| Lega Nord                                     | 3 781   | 0,45  | –     |
| Totale                                        | 848 133 | 100   | 9     |

Circoscrizione Valle d'Aosta.
| Liste                                         | Voti   | %     | Seggi |
| --------------------------------------------- | ------ | ----- | ----- |
| Valle d'Aosta                                 | 34 150 | 47,40 | 1     |
| Gruppo Dolchi-Fosson                          | 31 175 | 43,27 | –     |
| Federazione dei Verdi                         | 4 580  | 6,36  | –     |
| Movimento Sociale Italiano - Destra Nazionale | 2 149  | 2,98  | –     |
| Totale                                        | 72 054 | 100   | 1     |